# 史高比耶城市博物館

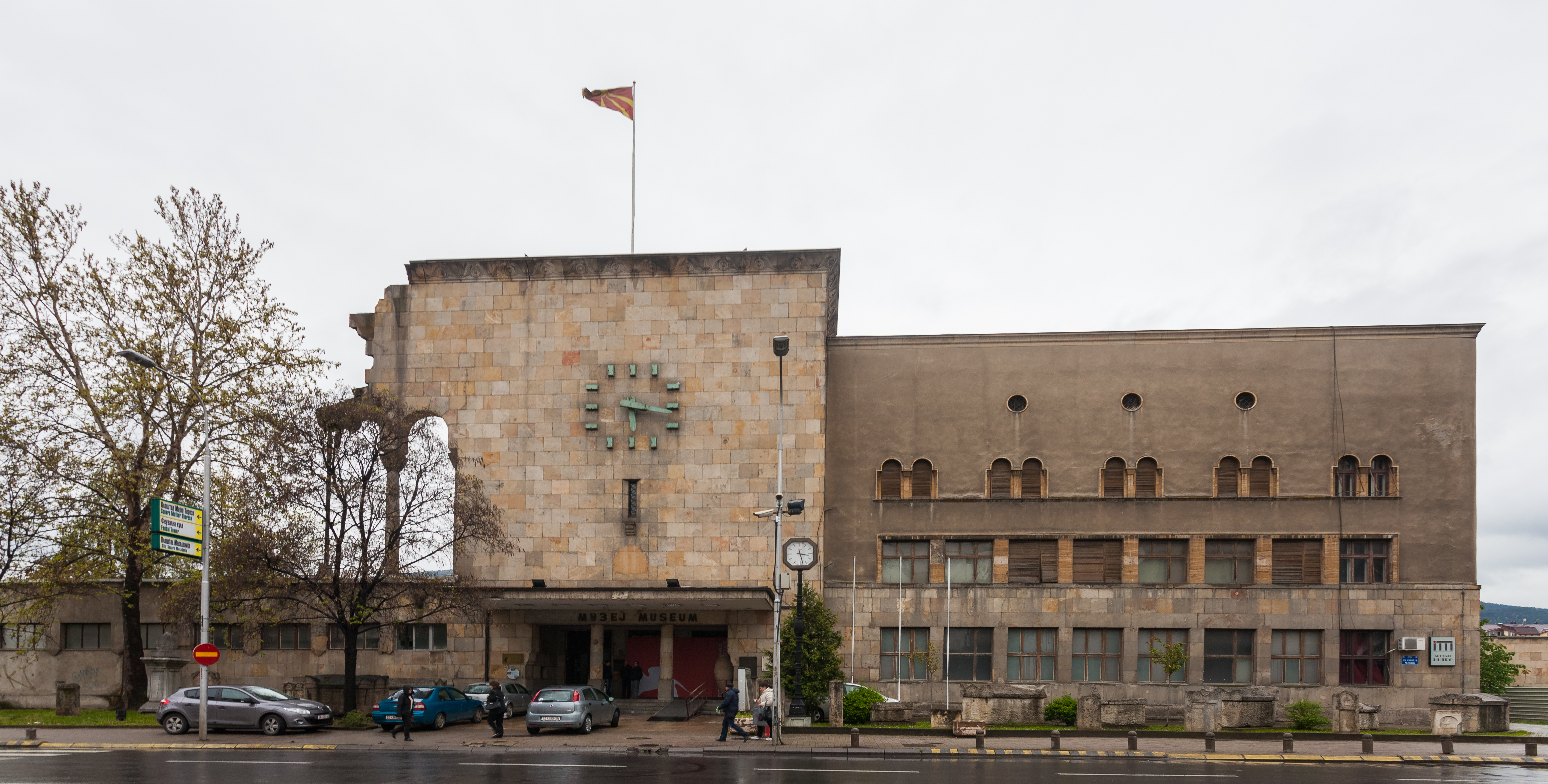
舊火車站的建築現在是史高比耶城市博物館

史高比耶城市博物馆是北馬其頓共和國首都史高比耶的一座博物館。

## 历史
史高比耶城市博物館位於一座舊火車站的建築內，1949年由前南斯拉夫政府建立，1963年，因史高比耶发生地震，部分馆舍被毀，后在1965年重建。博物館主要展示有關史高比耶歷史的藏品，展示史高比耶自公元前3000年至今的歷史。